# アズゥ
アズゥ(AZUL)は、東京都渋谷区にある芸能事務所。
総合プロダクションと称し、俳優・監督・タレントのマネジメントのほか、舞台照明などを行っている。

## 歴史
- 2011年5月1日 - 設立。

## 所属アーティスト（俳優）
- 安住啓太郎
- 迫田恵介
- 藤田雅明
- 外園大
- 水町心音

## 所属アーティスト（女優）
- 蒼井こころ
- 串山麻衣
- 小池真名実
- 中嶋佳子
- 祖父江莉奈

## 所属アーティスト（その他）
- 菱沼康介 - 映画監督
- 鏡味味千代 - 太神楽曲芸師

## かつて所属していたアーティスト
- 久保山智夏